# Sing, Luangnamtha
 Sing là một huyện (muang, mường)  thuộc tỉnh Luangnamtha ở tây bắc Lào .